# Carson (Name)
Carson ist ein englischer Personenname, als Familienname und als männlicher oder weiblicher Vorname gebräuchlich.

## Namensträger

### Vorname
- Carson Baird (* 1938), US-amerikanischer Autorennfahrer
- Carson Branstine (* 2000), kanadische Tennisspielerin
- Carson Cistulli (* 1979), US-amerikanischer Dichter
- Carson Davidson (1924–2016), US-amerikanischer Filmregisseur und Drehbuchautor
- Carson Ebanks (* 1956), Segler der Kaimaninseln
- Carson Ellis (* 1975), US-amerikanische Künstlerin und Schriftstellerin
- James Carson Gardner (* 1933), US-amerikanischer Politiker
- Carson Kressley (* 1969), US-amerikanischer Schauspieler
- J. Carson Mark (1913–1997), US-amerikanischer Mathematiker und Physiker
- Carson McCullers (1917–1967), US-amerikanische Schriftstellerin
- Carson McMillan (* 1988), kanadischer Eishockeyspieler
- Carson Parks (1936–2005), US-amerikanischer Musiker
- Carson Pickett (* 1993), US-amerikanische Fußballspielerin
- Carson Robison (1890–1957), US-amerikanischer Musiker
- Carson Soucy (* 1994), kanadischer Eishockeyspieler
- Carson Wentz (* 1992), US-amerikanischer American-Football-Spieler

### Familienname

#### A
- Alton Carson (1953–2020), US-amerikanischer Jazz- und Bluesmusiker
- Alyssa Carson (* 2001), US-amerikanische Astronautinnen-Anwärterin
- André Carson (* 1974), US-amerikanischer Politiker
- Anne Carson (* 1950), kanadische Dichterin und Schriftstellerin

#### B
- Ben Carson (* 1951), US-amerikanischer Neurochirurg und Politiker
- Brad Carson (* 1967), US-amerikanischer Politiker
- Brett Carson (* 1985), kanadischer Eishockeyspieler

#### C
- Chris Carson (* 1994), US-amerikanischer American-Football-Spieler
- Ciaran Carson (1948–2019), nordirischer Dichter, Schriftsteller und Übersetzer
- Clarice Carson (1929–2015), kanadische Sängerin

#### D
- Darwyn Carson, Schauspielerin
- David Carson (Klimaforscher) (David John Carson), britischer Klimaforscher
- David Carson (Regisseur) (* 1948), britischer Regisseur
- David Carson (Grafikdesigner) (* 1956), US-amerikanischer Grafikdesigner
- David Carson (Fußballspieler) (* 1995), englischer Fußballspieler
- DeAndre Houston-Carson (* 1993), US-amerikanischer American-Football-Spieler
- Dick Carson (Regisseur) (1929–2021), US-amerikanischer Fernsehregisseur
- Dick Carson (Pokerspieler), US-amerikanischer Pokerspieler
- Donald A. Carson (* 1946), kanadischer evangelisch-reformierter Theologe

#### E
- Eden Carson (* 2001), neuseeländische Cricketspielerin
- Edward Carson (1854–1935), nordirischer Politiker
- Ernie Carson (1937–2012), US-amerikanischer Jazzmusiker
- Essence Carson (* 1986), US-amerikanische Basketballspielerin

#### F
- Fiddlin’ John Carson (1868–1949), US-amerikanischer Country-Musiker
- Frances Carson (1895–1973), US-amerikanische Schauspielerin
- Frank Carson (1926–2012), britischer Komiker

#### G
- Gladys Carson (1903–1987), britische Schwimmerin

#### H
- Hamilton Carson (1930–2016), US-amerikanischer Jazz-Klarinettist
- Hamish Carson (* 1988), neuseeländischer Mittel- und Langstreckenläufer
- Harry Carson (* 1953), US-amerikanischer American-Football-Spieler
- Henderson H. Carson (1893–1971), US-amerikanischer Politiker
- Hunter Carson (* 1975), US-amerikanischer Schauspieler, Regisseur, Produzent und Drehbuchautor

#### J
- Jack Carson (1910–1963), US-amerikanischer Schauspieler
- James Carson (Wasserballspieler) (1901–1964), US-amerikanischer Wasserballspieler
- James Carson (Musiker) (1918–2007), US-amerikanischer Musiker
- Jeff Carson (1963–2022), US-amerikanischer Sänger
- Jimmy Carson (* 1968), US-amerikanischer Eishockeyspieler
- Joanne Carson († 2015), US-amerikanische Fernsehmoderatorin
- John Carson (Schauspieler) (1927–2016), englischer Schauspieler
- John Carson (Politiker) (* 1933), nordirischer Politiker (Ulster Unionist Party)
- John David Carson (1952–2009), amerikanischer Schauspieler
- John Renshaw Carson (1886–1940), US-amerikanischer Nachrichtentechniker
- Johnnie Carson (* 1943), US-amerikanischer Diplomat
- Johnny Carson (1925–2005), US-amerikanischer Entertainer
- Julia Carson (1938–2007), US-amerikanische Politikerin

#### K
- Ken Carson (* 2000), amerikanischer Rapper und Musikproduzent
- Kit Carson (eigentlich Christopher Houston Carson; 1809–1868), US-amerikanischer Trapper und Soldat
- Kit Carson (Tennisspielerin) (* um 1971), US-amerikanische Tennisspielerin

#### L
- L. M. Kit Carson (1941–2014), US-amerikanischer Schauspieler und Drehbuchautor
- Leonardo Carson (* 1977), US-amerikanischer American-Football-Spieler
- Lisa Nicole Carson (* 1969), US-amerikanische Schauspielerin
- Luella Clay Carson (1866–1933), US-amerikanische Pädagogin und Universitätspräsidentin
- Lumumba Carson (1956–2006), US-amerikanischer Rapmusiker

#### M
- Martha Carson (1921–2004), US-amerikanische Musikerin

#### P
- Paul Carson (* 1949), britisch-irischer Kinderarzt und Schriftsteller

#### R
- Rachel Carson (1907–1964), US-amerikanische Zoologin und Biologin
- Robert Carson (1909–1983), US-amerikanischer Schriftsteller und Drehbuchautor
- Robert Carson (Schauspieler) (1909–1979), kanadischer Schauspieler

#### S
- Samuel Price Carson (1798–1838), US-amerikanischer Politiker
- Scott Carson (* 1985), englischer Fußballtorhüter
- Silas Carson (* 1965), britischer Schauspieler
- Sofia Carson (* 1993), US-amerikanische Schauspielerin und Sängerin
- Stephen Carson (* 1980), nordirischer Fußballspieler
- Stewart Carson (* 1976), südafrikanischer Badmintonspieler
- Sunset Carson (1920?–1990), US-amerikanischer Schauspieler

#### T
- Tarik Carson (* 1946), uruguayischer Schriftsteller
- Tee Carson (1929–2000), US-amerikanischer Jazzmusiker
- Towa Carson (* 1936), schwedische Sängerin

#### W
- Wayne Carson (1942–2015), US-amerikanischer Musiker
- William Carson, kanadischer Politiker, siehe auch: William Carson (Schiff)
- Willie Carson (* 1942), schottischer Pferdesportler